# ان‌جی‌سی ۱۷۰۵
ان‌جی‌سی ۱۷۰۵(به انگلیسی: NGC 1705) یک کهکشان عدسی‌مانند در صورت فلکی سه‌پایه است. و تخمین زده می‌شود حدود ۱۷ میلیون سال نوری از زمین فاصله داشته باشد.